# (2388) Газе
(2388) Газе (лат. Gase) — типичный астероид главного пояса, открыт 13 марта 1977 года советским астрономом Николаем Черных в Крымской астрофизической обсерватории и 28 марта 1983 года назван в честь советского астронома Веры Газе.

## Обнаружение и именование
(2388) Газе
Открыт 13 марта 1977 года в Научном Н. С. Черных.
Назван в память о Вере Фёдоровне Газе (1899—1954), работавшей в Пулковской и Симеизской обсерваториях над звёздной спектроскопией и изучением диффузных туманностей. Будучи молодым ассистентом в Астрономическом институте (предшественнике ИТА) в Ленинграде, определяла орбиты малых планет.
Оригинальный текст (англ.)2388 Gase
Discovered 1977-03-13 by Chernykh, N. at Nauchnyj.
Named in memory of Vera Fedorovna Gaze (1899—1954), who worked at the Pulkovo and Simeis observatories on stellar spectroscopy and the study of diffuse nebulae. As a young assistant at the Astronomical Institute (pre- decessor of ITA) in Leningrad she determined the orbits of minor planets.
Источники: DISCOVERY.DB; M.P.C. 7783.

## Орбита

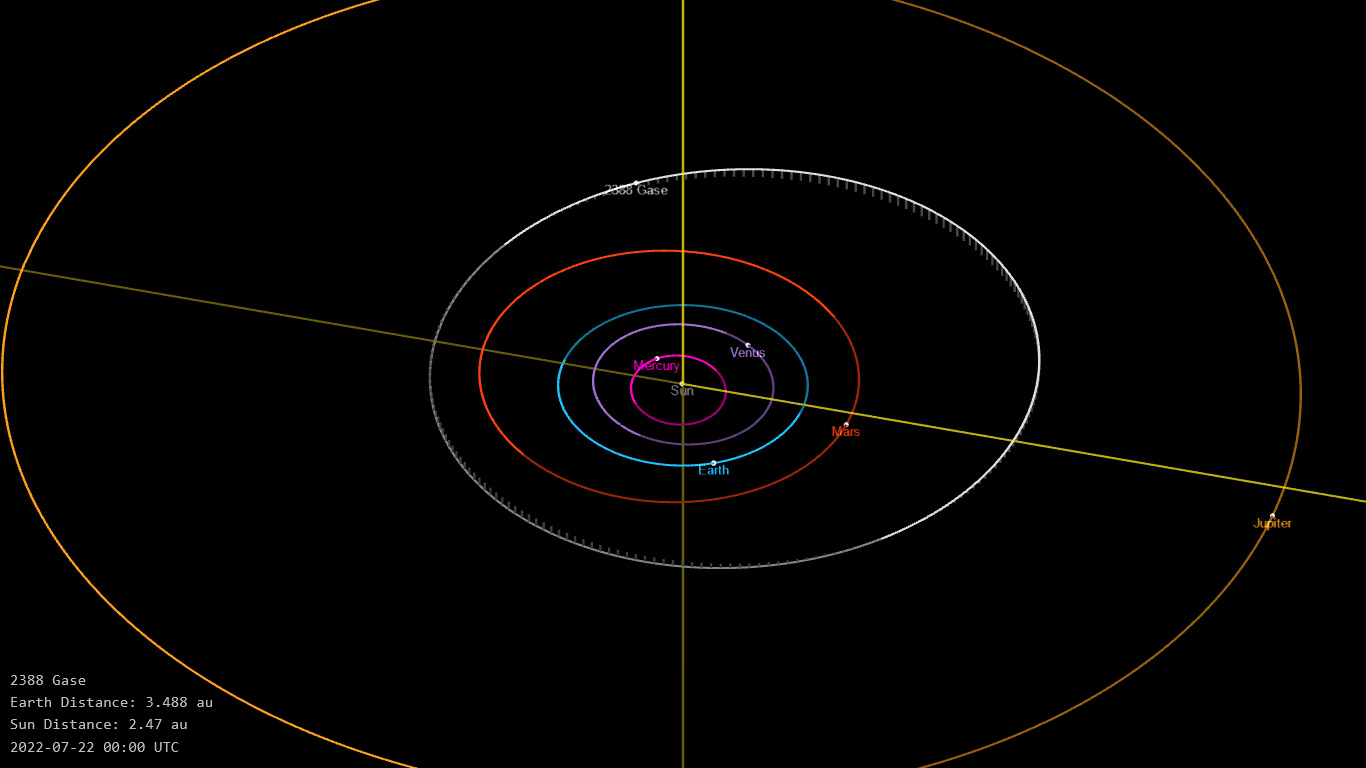
Орбита астероида Газе и его положение в Солнечной системе

## Физические характеристики
Астероид относится к таксономическому классу S.
По результатам наблюдений в видимом и ближнем инфракрасном диапазоне космического телескопа NEOWISE диаметр астероида сначала оценивался равным 10,13±1,58 км, позже — 7,93±1,80 км, 6,54±1,84 км, 10,126±1,576 км, 7,37±1,77 км. Согласно тем же источникам альбедо оценивается как 0,131±0,075, 0,19±0,10, 0,17±0,08 и 0,085±0,055.